# Саммит G-20 в Торонто (2010)
Саммит G-20 в Торонто в 2010 году — четвёртая встреча глав государств и правительств стран Группы двадцати, посвященная мировому финансовому кризису, в Торонто, Канада. Проходил 26-27 июня 2010 года в Городском комплексе для конференций Торонто (Metro Toronto Convention Centre).

## Участники

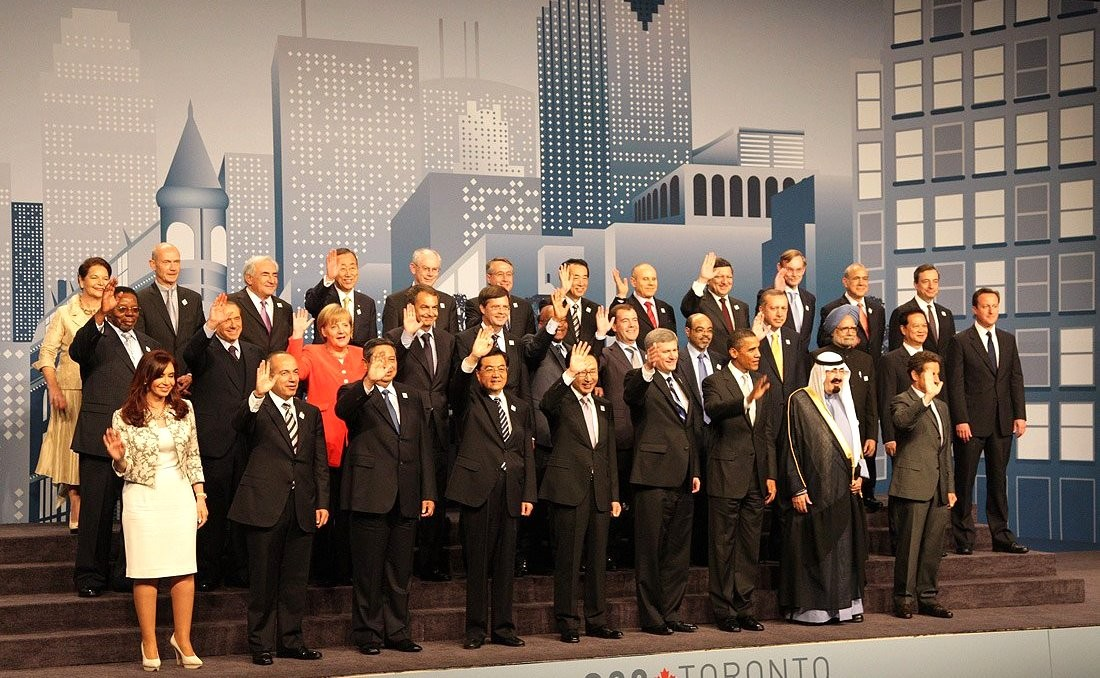
Лидеры «Большой двадцатки» на саммите в Торонто

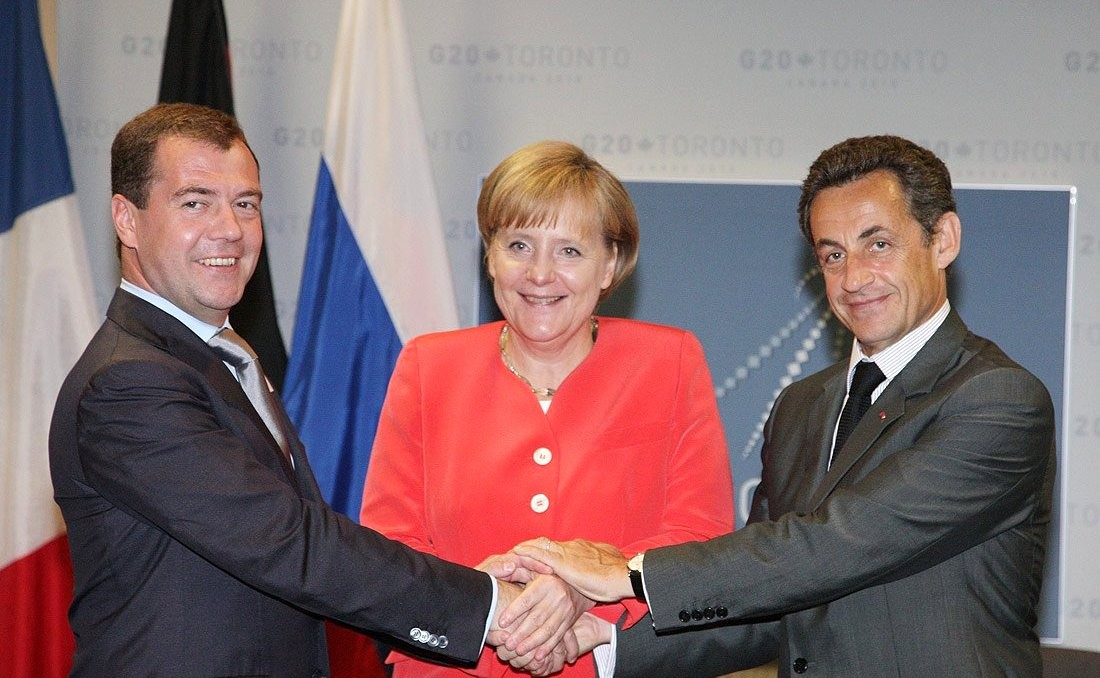
Дмитрий Медведев, Ангела Меркель и Николя Саркози на саммите в Торонто

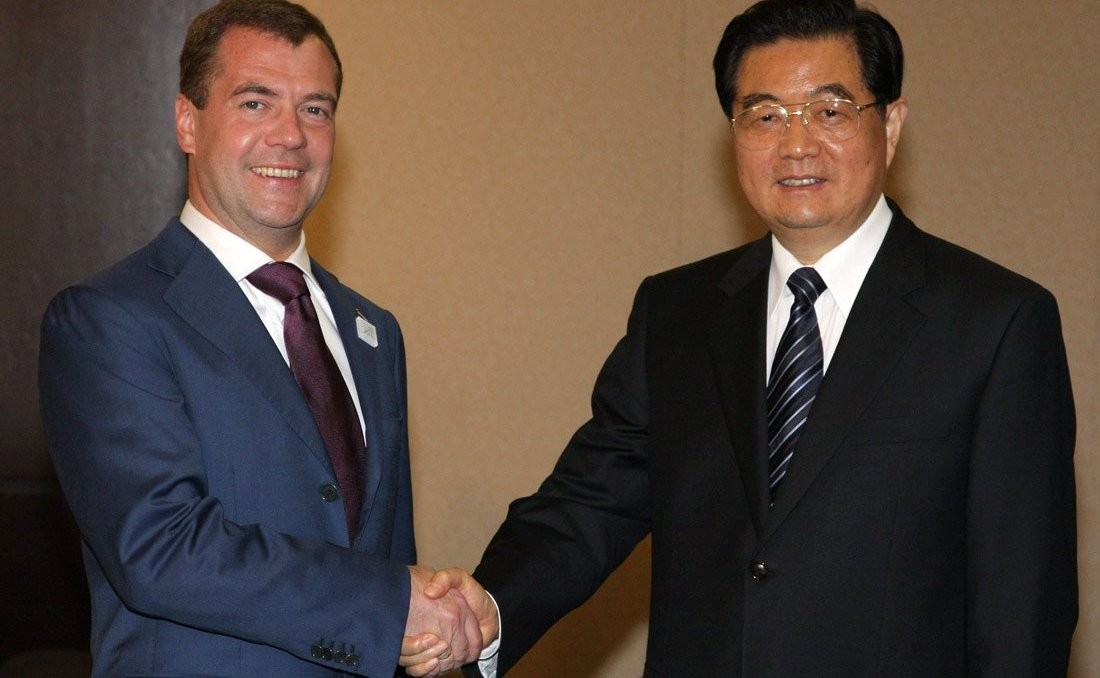
Дмитрий Медведев и Ху Цзиньтао на саммите в Торонто

### Лидеры 20-ки
| Большая индустриальная двадцатка Страна-хозяйка и лидер виделены жирным ширифтом. | Большая индустриальная двадцатка Страна-хозяйка и лидер виделены жирным ширифтом. | Большая индустриальная двадцатка Страна-хозяйка и лидер виделены жирным ширифтом. | Большая индустриальная двадцатка Страна-хозяйка и лидер виделены жирным ширифтом. |
| Член                                                                              | Член                                                                              | Представитель                                                                     | Титул                                                                             |
| --------------------------------------------------------------------------------- | --------------------------------------------------------------------------------- | --------------------------------------------------------------------------------- | --------------------------------------------------------------------------------- |
| Аргентина                                                                         | Аргентина                                                                         | Кристина Фернандес де Киршнер                                                     | Президент Аргентины                                                               |
| Австралия                                                                         | Австралия                                                                         | Уэйн Свон                                                                         | Заместитель премьер-министра Австралии                                            |
| Бразилия                                                                          | Бразилия                                                                          | Гидо Мантега                                                                      | Министр финансов                                                                  |
| Канада                                                                            | Канада                                                                            | Стивен Джозеф Харпер                                                              | Премьер-министр Канады                                                            |
| Китай                                                                             | Китай                                                                             | Ху Цзиньтао                                                                       | Председатель Китайской Народной Республики                                        |
| Франция                                                                           | Франция                                                                           | Саркози, Николя                                                                   | Президент Франции                                                                 |
| Германия                                                                          | Германия                                                                          | Ангела Меркель                                                                    | Федеральный канцлер Германии                                                      |
| Индия                                                                             | Индия                                                                             | Манмохан Сингх                                                                    | Премьер-министр Индии                                                             |
| Индонезия                                                                         | Индонезия                                                                         | Сусило Бамбанг Юдойоно                                                            | Президент Индонезии                                                               |
| Италия                                                                            | Италия                                                                            | Берлускони, Сильвио                                                               | Премьер-министр Италии                                                            |
| Япония                                                                            | Япония                                                                            | Наото Кан                                                                         | Премьер-министр Японии                                                            |
| Мексика                                                                           | Мексика                                                                           | Фелипе Кальдерон                                                                  | Президент Мексики                                                                 |
| Россия                                                                            | Россия                                                                            | Дмитрий Медведев                                                                  | Президент Российской Федерации                                                    |
| Саудовская Аравия                                                                 | Саудовская Аравия                                                                 | Абдалла ибн Абдель Азиз ас-Сауд                                                   | Король Саудовской Аравии                                                          |
| Южно-Африканская Республика                                                       | ЮАР                                                                               | Джейкоб Зума                                                                      | Президент Южно-Африканской Республики                                             |
| Республика Корея                                                                  | Республика Корея                                                                  | Ли Мён Бак                                                                        | Президент Южной Кореи                                                             |
| Турция                                                                            | Турция                                                                            | Реджеп Тайип Эрдоган                                                              | Премьер-министр Турции                                                            |
| Великобритания                                                                    | Великобритания                                                                    | Дэвид Кэмерон                                                                     | Премьер-министр Великобритании                                                    |
| Соединённые Штаты Америки                                                         | Соединённые Штаты Америки                                                         | Обама, Барак                                                                      | Президент США                                                                     |
| Европейский союз                                                                  | Европейская комиссия                                                              | Жозе Мануэл Баррозу                                                               | Председатель Европейской комиссии                                                 |
| Европейский союз                                                                  | Европейский совет                                                                 | Херман ван Ромпёй                                                                 | Председатель Европейского совета                                                  |
| Приглашённые страны                                                               |                                                                                   |                                                                                   |                                                                                   |
| Страна                                                                            | Страна                                                                            | Председатель                                                                      | Титул                                                                             |
| Эфиопия                                                                           | Эфиопия                                                                           | Мелес Зенауи                                                                      | Глава правительства Эфиопии                                                       |
| Малави                                                                            | Малави                                                                            | Бингу ва Мутарика                                                                 | Президент Малави                                                                  |
| Нидерланды                                                                        | Нидерланды                                                                        | Ян Петер Балкененде                                                               | Премьер-министр Нидерландов                                                       |
| Нигерия                                                                           | Нигерия                                                                           | Гудлак Джонатан                                                                   | Президент Нигерии                                                                 |
| Испания                                                                           | Испания                                                                           | Хосе Луис Родригес Сапатеро                                                       | Премьер-министр Испании                                                           |
| Вьетнам                                                                           | Вьетнам                                                                           | Нгуен Тан Зунг                                                                    | Премьер-министр Вьетнама                                                          |
| Международные организации                                                         |                                                                                   |                                                                                   |                                                                                   |
| Организации                                                                       | Организации                                                                       | Представитель                                                                     | Титул                                                                             |
|                                                                                   | Африканский союз                                                                  | Бингу ва Мутарика                                                                 | Глава Африканского союза                                                          |
|                                                                                   | АСЕАН                                                                             | Сурин Питсуван                                                                    | Генеральный секретарь                                                             |
| Нгуен Тан Зунг                                                                    | АСЕАН                                                                             | Председатель саммита                                                              |                                                                                   |
|                                                                                   | Совет по финансовой стабильности                                                  | Марио Драги                                                                       | Глава                                                                             |
|                                                                                   | Международная организация труда                                                   | Хуан Сомавиа                                                                      | Генеральный директор                                                              |
|                                                                                   | Международный валютный фонд                                                       | Доминик Стросс-Кан                                                                | Управляющий директор                                                              |
|                                                                                   | Новое партнёрство по развитию Африки                                              | Мелес Зенауи                                                                      | Глава                                                                             |
|                                                                                   | Организация экономического сотрудничества и развития                              | Хосе Анхель Гурриа                                                                | Генеральный секретарь                                                             |
|                                                                                   | Организация Объединённых Наций                                                    | Пан Ги Мун                                                                        | Генеральный секретарь ООН                                                         |
|                                                                                   | Группа Всемирного банка                                                           | Роберт Зеллик                                                                     | Президент                                                                         |
|                                                                                   | Всемирная торговая организация                                                    | Паскаль Лами                                                                      | Генеральный директор                                                              |

## Участие Президента России
Дмитрий Медведев провёл в ходе саммита несколько отдельных встреч: с Ху Цзиньтао, с Реджепом Тайипом Эрдоганом и трёхстороннюю встречу с Ангелой Меркель и Николя Саркози.

## Итоги
Была принята Итоговая декларация. В частности, в неё включено обязательство развитых стран сократить размер дефицита бюджетов по меньшей мере в два раза к 2013 году.
Следующая встреча состоится в Сеуле (Южная Корея) 11-12 ноября 2010 года. На ноябрь 2011 года запланирован саммит во Франции, а на 2012 год — в Мексике.